# Kotovo
Kotovo è una città della Russia europea meridionale (oblast' di Volgograd), situata sulla riva del fiume Malaja Kazanka (nel bacino del Don), 228 chilometri a nord del capoluogo Volgograd; è il capoluogo amministrativo del Kotovskij rajon.
Fondata nel 1710, prese il nome dalla famiglia Kotov; ottenne lo status di città nel 1966. Al giorno d'oggi Kotovo è un importante centro per l'estrazione del petrolio; esiste anche una certa presenza industriale.

## Società

### Evoluzione demografica
Fonte: mojgorod.ru
- 1959: 7.200
- 1970: 20.500
- 1979: 23.100
- 1989: 25.400
- 2007: 25.800
- 2021: 21.000